# Кальсина, Полина Олеговна
Поли́на Оле́говна Ка́льсина (в девичестве Медве́дева; 20 марта 1989, Нижний Тагил) — российская лыжница, начиная с 2010 года находится в составе российской национальной сборной. Трёхкратная чемпионка России по лыжным гонкам, обладательница серебряной медали молодёжного чемпионата мира, призёрка многих гонок международного и всероссийского значения, мастер спорта России международного класса. На соревнованиях представляет регион ХМАО — Югра, состоит в Центре спортивной подготовки сборных команд Югры и физкультурно-спортивном обществе «Динамо».

## Биография
Полина Медведева родилась 20 марта 1989 года в городе Нижнем Тагиле Свердловской области. Активно заниматься лыжным спортом начала в возрасте одиннадцати лет по наставлению матери, тоже увлекавшейся лыжами. Проходила подготовку в секции местного спортивного клуба «Уралец» под руководством тренера Михаила Ивановича Сунцова.
С юных лет имела успех на соревнованиях городского и областного значения, в 2002 году впервые стала чемпионкой Свердловской области в своей возрастной группе, в гонке на 18 км получила звание кандидата в мастера спорта. В период 2004—2008 годов была подопечной тренера Дмитрия Анатольевича Бугаева, в это время несколько раз попадала в число призёров на всероссийских первенствах среди юниоров, дважды выступала на юниорских чемпионатах мира (оба раза финишировала четвёртой, немного не дотянув до призовых позиций), на Спартакиаде учащихся России 2007 года в Новосибирске выполнила норматив мастера спорта. Впоследствии переехала на постоянное жительство в Ханты-Мансийск, присоединилась к физкультурно-спортивному обществу «Динамо».
Начиная с 2010 года Медведева состоит в российской национальной сборной, дебютировала на этапах Кубков мира и Европы, впервые выступила на крупных взрослых международных соревнованиях. На чемпионате России 2012 года в Тюмени, представляя ХМАО — Югру, четырежды поднималась на пьедестал почёта: взяла бронзу в спринте классическим стилем и командном спринте свободным стилем, получила серебро в гонке на 10 км классическим стилем, а также одержала победу в программе женской эстафеты 4 × 5 км. Принимала участие в Тур де Ски, пробежала здесь все девять гонок и заняла в итоговом протоколе 19 место. Завоевала серебряную медаль в гонке на 10 км классическим стилем на молодёжном чемпионате мира в турецком Эрцуруме. Год спустя на всероссийском первенстве в Сыктывкаре вновь выиграла эстафету. В 2016 году на чемпионате России в Тюмени была лучшей в командном спринте классическим стилем и выиграла бронзовую медаль в эстафете.
Имеет высшее образование, окончила Нижнетагильский технологический институт, филиал Уральского государственного технического университета — УПИ. Является спортсменкой Центра спортивной подготовки сборных команд Югры.